# پیتر هولینگورت
پیتر هولینگورت (انگلیسی: Peter Hollingworth؛ زادهٔ ۱۰ آوریل ۱۹۳۵) سیاست‌مدار اهل استرالیا است. وی از ۲۹ ژوئن ۲۰۰۱ تا ۲۹ مه ۲۰۰۳ فرماندار کل استرالیا بود.